# Dedicated (альбом Карли Рэй Джепсен)
Dedicated — четвёртый студийный альбом канадской певицы Карли Рэй Джепсен, вышедший 17 мая 2019 года на лейбле 604 Records в Канаде, а также на School Boy Records и Interscope Records в США. Альбому предшествовал выход синглов «Party for One», «Now That I Found You», «No Drug Like Me», «Julien» и «Too Much». В поддержку альбома Джепсен отправилась в турне The Dedicated Tour с концертами в Европе, Северной Америке и Азии. Альбом-компаньон или сиквел, Dedicated Side B, включающий невошедшие песни (ауттейки из Dedicated), был выпущен чуть больше года спустя, 21 мая 2020 года.
Альбом получил в целом положительные отзывы и дебютировал на восемнадцатом месте в США, став её третьим альбомом в двадцатке лучших. Альбом также вошел в топ-20 на родине Джепсен, заняв 16 место в чарте альбомов Канады и 17 место в чарте альбомов Шотландии. Dedicated был включен во многие списки лучших альбомов 2019 года.

## История
В апреле 2016 года Джепсен сказала в интервью Stereogum, что ей не терпится поработать над новой музыкой, надеясь вдвое сократить время, затраченное на создание предыдущего альбома. Она ссылалась на приступ вдохновения, которого не было, когда началась работа над её третьим студийным альбомом Emotion (2015), на создание которого в итоге ушло три года, поскольку Джепсен стремилась к творческому контролю и эволюции звучания. Она планировала выпустить новую музыку к следующему году.

Работа над её четвёртым студийным альбомом началась в июне 2016 года, когда она отправилась в Швецию в первую из четырёх поездок. В основу проекта было положено представление о том, как музыка потребляется в её собственной жизни, «которая иногда немного более домашняя, танцевальные вечеринки в гостиной с друзьями». Её отношения с фотографом Дэвидом Ларкинсом закончились во время той же поездки, что побудило Джепсен исследовать меланхолию, которая пронизывала её жизнь:
«Я думаю, что альбом проходит через этот процесс: „Чёрт, что мне теперь делать?“. И, в то же время, я впервые за долгое время стала одиночкой, что для меня в новинку! Так что это была целая дуга от полного разрыва сердца до новой истории. Думаю, я черпаю вдохновение в сложностях отношений на всех их стадиях. Это было очень болезненно в моей жизни, но очень полезно для вдохновения».
Джепсен описала продюсера Джона Хилла, с которым она познакомилась в процессе работы, как «героя этого проекта, в плане того, что его продакшн показался мне очень свежим и немного мрачным в своих вкусах, и поэтому было весело иметь этот фальцет, почти более мягкие топлайны поверх мрачного продакшна». В работе над альбомом также приняли участие Джек Антонофф, Нуни Бао, Понтус Виннберг из Bloodshy & Avant и Captain Cuts. В начале работы над альбомом Джепсен особенно ждала встречи с Патриком Бергером, будучи поклонницей его работы над синглом шведской певицы Робин 2010 года «Dancing On My Own».
К маю 2019 года Джепсен написала «почти 200 песен» для альбома.

## Композиция и тексты
Dedicated — это «коллекция устремлённых вперёд», поп, электропоп, синти-поп, диско и дэнс-поп песен, вдохновленных музыкой 1980-х и 1990-х с элементами хауса и R&B. Его тексты охватывают темы «сильной влюбленности, беспокойства по поводу новых отношений, переживания настоящей тоски по любви, расставания и, наконец, примирения с одиночеством».

## Отзывы
| Совокупная оценка    | Совокупная оценка |
| Источник             | Оценка            |
| -------------------- | ----------------- |
| AnyDecentMusic?      | 7.4/10            |
| Metacritic           | 79/100            |
| Оценки критиков      |                   |
| Источник             | Оценка            |
| AllMusic             | [ 20 ]            |
| Consequence of Sound | B                 |
| Exclaim!             | 8/10              |
| The Guardian         | [ 6 ]             |
| The Independent      | [ 22 ]            |
| The Irish Times      | [ 23 ]            |
| NME                  | [ 1 ]             |
| Pitchfork            | 7.3/10            |
| Rolling Stone        | [ 2 ]             |
| The Times            | [ 24 ]            |

Альбом получил положительные отзывы музыкальной критики и интернет-изданий. Он получил 79 из 100 баллов на интернет-агрегаторе Metacritic.
Рецензируя альбом для AllMusic, Хизер Фарес дала альбому оценку четыре с половиной звезды из пяти, написав, что «Джепсен так же предана своей музыке, как и идеалу настоящей любви, и то, как она выросла, не жертвуя своей уникальностью, делает Dedicated мастер-классом того, каким может быть поп-альбом 2010-х годов». Лора Снейпс из The Guardian поставила оценку четыре звезды из пяти, заявив, что «[Джепсен] меньше болтает, но оставляет более сильное впечатление: обморок в нежно-фанковой „Julien“; соблазнительный контроль в более свободной „No Drug Like Me“; дерзкая, как Синди Лопер, „Want You in My Room“». Давая оценку четыре звезды из пяти, Элиза Брэй из The Independent описывает Dedicated как «альбом отполированной поп-музыки», который «возможно… выведет [Джепсен] на вершину, где ей самое место».

### Итоговые списки
| Публикация     | Список                              | Ранг | Ссылка |
| -------------- | ----------------------------------- | ---- | ------ |
| Albumism       | 50 Best Albums of 2019              | 10   | [ 25 ] |
| The Atlantic   | The 18 Best Albums of 2019          | —    | [ 26 ] |
| Billboard      | The 50 Best Albums of 2019          | 20   | [ 27 ] |
| CBC Music      | Top 19 Canadian Albums of 2019      | 2    | [ 28 ] |
| Exclaim!       | 20 Best Pop and Rock Albums of 2019 | 19   | [ 29 ] |
| Flood          | The 25 Best Albums of 2019          | 20   | [ 30 ] |
| GQ             | The Best Albums of 2019             | —    | [ 31 ] |
| NPR            | The 20 Top Albums of 2019           | 19   | [ 32 ] |
| Paste          | The 50 Best Albums of 2019          | 7    | [ 33 ] |
| The Skinny     | Top 20 Albums of 2019 So Far        | 10   | [ 34 ] |
| Slant Magazine | The 25 Best of Albums of 2019       | 5    | [ 35 ] |
| Variety        | The Best Albums of 2019             | 10   | [ 36 ] |
| Uproxx         | The Best Albums of 2019             | 8    | [ 37 ] |

## Список композиций
| №                   | Название                                   | Автор(ы)                                                                    | Продюсеры                                                   | Длительность |
| ------------------- | ------------------------------------------ | --------------------------------------------------------------------------- | ----------------------------------------------------------- | ------------ |
| 1.                  | «Julien»                                   | Карли Рэй Джепсен Kyle Shearer Nate Cyphert Benjamin Ruttner Jared Manierka | Shearer                                                     | 3:54         |
| 2.                  | «No Drug Like Me»                          | Джепсен John Hill Jordan Palmer Daniel Ledinsky James Flannigan             | Hill Palmer                                                 | 3:28         |
| 3.                  | «Now That I Found You»                     | Джепсен Ben Berger Ryan McMahon Ryan Rabin Alexander O'Neill                | Captain Cuts Ayokay [a]                                     | 3:20         |
| 4.                  | «Want You in My Room»                      | Джепсен Jack Antonoff Tavish Crowe                                          | Antonoff                                                    | 2:46         |
| 5.                  | «Everything He Needs»                      | Джепсен Harry Nilsson Christopher Baran Ben Romans Amanda Warner            | Baran Romans                                                | 3:38         |
| 6.                  | «Happy Not Knowing»                        | Джепсен Hill Palmer Crowe Ledinsky                                          | Hill Palmer [c]                                             | 2:41         |
| 7.                  | «I'll Be Your Girl»                        | Джепсен Hill Patrik Berger                                                  | Hill Berger                                                 | 2:58         |
| 8.                  | «Too Much»                                 | Джепсен Hill Palmer Noonie Bao                                              | Hill Palmer [b] Rob Cohen [d]                               | 3:17         |
| 9.                  | «The Sound»                                | Джепсен Tommy English Noah Beresin Manierka                                 | English Breakfast                                           | 2:51         |
| 10.                 | «Automatically in Love»                    | Джепсен Hill Rogét Chahayed Nate Campany                                    | Hill Chahayed Cohen [d]                                     | 3:33         |
| 11.                 | «Feels Right» (при участии Electric Guest) | Джепсен Hill Palmer Asa Taccone Matthew Compton                             | Hill Taccone Palmer [c]                                     | 2:43         |
| 12.                 | «Right Words Wrong Time»                   | Джепсен Alex Hope Chahayed                                                  | Hope [c] Chahayed                                           | 3:20         |
| 13.                 | «Real Love»                                | Джепсен Flannigan Chris Whitehall                                           | Flannigan [c] Koz [a] Jim Alxndr [a] Daniel Zaidenstadt [d] | 3:54         |
| Общая длительность: | Общая длительность:                        | Общая длительность:                                                         | Общая длительность:                                         | 42:23        |

| №                   | Название            | Автор(ы)                                    | Продюсеры                           | Длительность |
| ------------------- | ------------------- | ------------------------------------------- | ----------------------------------- | ------------ |
| 14.                 | «For Sure»          | Джепсен Berger Bao Pontus Winnberg          | Berger Winnberg                     | 3:04         |
| 15.                 | «Party for One»     | Джепсен Anton Rundberg Julia Karlsson Crowe | Captain Cuts Hightower Karlsson [d] | 3:03         |
| Общая длительность: | Общая длительность: | Общая длительность:                         | Общая длительность:                 | 48:30        |

| №                   | Название                                  | Длительность |
| ------------------- | ----------------------------------------- | ------------ |
| 16.                 | «Now That I Found You» (Until Dawn remix) | 5:23         |
| 17.                 | «Party for One» (More Giraffes remix)     | 2:46         |
| Общая длительность: | Общая длительность:                       | 56:39        |

- «Everything He Needs» содержит элементы песни «He Needs Me» Гарри Нилсона
- ↑  дополнительный продюсер
- ↑  сопродюсер
- ↑  продюсер и продюсер по вокалу
- ↑  продюсер по вокалу

Замечание:
- ↑  продюсер по вокалу

## Позиции в чартах
| Чарт (2019)                       | Высшая позиция |
| --------------------------------- | -------------- |
| Австралия (ARIA)                  | 33             |
| Канада (Canadian Albums Chart)    | 16             |
| Франция (SNEP)                    | 31             |
| Ирландия (IRMA)                   | 39             |
| Япония (Billboard Japan)          | 34             |
| Япония (Oricon)                   | 32             |
| Новая Зеландия (RMNZ)             | 40             |
| Шотландия (Scottish Albums Chart) | 17             |
| Швейцария (Schweizer Hitparade)   | 71             |
| Великобритания (UK Albums Chart)  | 26             |
| США (Billboard 200)               | 18             |

## История релиза
| Регион | Дата        | Формат                        | Лейбл                     | Ссылка |
| ------ | ----------- | ----------------------------- | ------------------------- | ------ |
| Мир    | 17 мая 2019 | CD Цифровые загрузки стриминг | 604 School Boy Interscope | [ 52 ] |